# Gustavo Dulanto
Gustavo Alfonso Dulanto Sanguinetti (ur. 5 października 1995 w Limie) – peruwiański piłkarz występujący na pozycji środkowego obrońcy w mołdawskim klubie Sheriff Tyraspol.

## Sukcesy

### Klubowe
Sheriff Tyraspol
- Mistrz Mołdawii: 2020/2021

## Życie prywatne
Ojciec Gustava, Alfonso, również był piłkarzem. Z reprezentacją Peru zajął czwarte miejsce na Copa América 1997.